# إيليا فوروبيوف
إيليا فوروبيوف (الروسية: Воробьёв, Илья Львович) هو لاعب كرة قدم روسي في مركزي الهجوم والوسط، ولد في 11 يوليو 1999 في سانت بطرسبرغ في روسيا. لعب مع زينيت سانت بطرسبرغ.

## وصلات خارجية
- إيليا فوروبيوف على موقع قاعدة بيانات كرة القدم.إي يو (الإنجليزية)
- إيليا فوروبيوف على موقع Soccerway.com (الإنجليزية)
- إيليا فوروبيوف على موقع عالم كرة القدم.نت (الإنجليزية)